# Свети Никола (Грумази)
„Свети Никола“ (на македонска литературна норма: „Свети Никола“) е православна църква в битолското село Грумази, част от Преспанско-Пелагонийската епархия на Македонската православна църква – Охридска архиепископия. 
Църквата е изградена в 1864 година. Представлява еднокорабна каменна постройка, засводена с полукръгъл свод с вход от юужната страна близо до олтара, декорирана с фрески и икони, сред които с размерите си доминира иконата на Иисус Христос. Църквата е разрушена през Първата световна война, когато Грумази е на фронтовата линия. Обновена е в 1927 година, в 1980 година е доизградена, а в 2006 година – цялостно обновена.